# Championnat de Belgique féminin de football 1984-1985
 (mars 2020).
Si vous disposez d'ouvrages ou d'articles de référence ou si vous connaissez des sites web de qualité traitant du thème abordé ici, merci de compléter l'article en donnant les références utiles à sa vérifiabilité et en les liant à la section « Notes et références ».
Navigation
Saison précédente Saison suivante
Le championnat de Belgique féminin de football 1984-1985 est la 14e édition du championnat de première division belge de football féminin. Il se dispute lors de la saison 1984-1985. 
Ce championnat est disputé par quatorze équipes. Il est remporté par le Standard Fémina de Liège, c'est le 6e titre pour les Liégeoises et leur 2e consécutif.

## Classement
| Rang | Équipe                   | Pts | J  | G  | N | P  | Bp | Bc | Diff |
| ---- | ------------------------ | --- | -- | -- | - | -- | -- | -- | ---- |
| 1    | Standard Fémina de Liège | 48  | 26 | 23 | 2 | 1  | 91 | 28 | +63  |
| 2    | Herk Sport               | 45  | 26 | 22 | 1 | 3  | 88 | 15 | +73  |
| 3    | RWD Herentals            | 41  | 26 | 20 | 1 | 5  | 85 | 18 | +67  |
| 4    | Brussel Dames 71         | 39  | 26 | 18 | 3 | 5  | 71 | 15 | +56  |
| 5    | Astrio Begijnendijk      | 27  | 26 | 11 | 5 | 10 | 31 | 35 | -4   |
| 6    | DVC Kuurne               | 22  | 26 | 10 | 2 | 14 | 37 | 40 | -3   |
| 7    | DV Borgloon              | 22  | 26 | 9  | 4 | 13 | 36 | 60 | -24  |
| 8    | DVK Gand                 | 21  | 26 | 9  | 3 | 14 | 37 | 49 | -12  |
| 9    | KSV Cercle Bruges        | 20  | 26 | 9  | 2 | 15 | 27 | 56 | -29  |
| 10   | Eva's Kumtich            | 20  | 26 | 8  | 4 | 14 | 30 | 57 | -27  |
| 11   | Lady's Scherpenheuvel    | 18  | 26 | 7  | 4 | 15 | 33 | 50 | -17  |
| 12   | VVDG Lommel              | 16  | 26 | 6  | 4 | 16 | 27 | 57 | -30  |
| 13   | SK Beerse                | 15  | 26 | 6  | 3 | 17 | 20 | 63 | -43  |
| 14   | Kamillekes Alost         | 10  | 26 | 4  | 2 | 20 | 25 | 96 | -71  |